# フォード ピグミー
フォード ピグミーは、第二次世界大戦に先立つ軍備増強中、アメリカ陸軍の出した「軽偵察・指揮車両」の要望に応えてフォード・モーターが提示した試作車両である。のちにこれは第二次大戦型ジープとして広く知られた。
ピグミーは、陸軍に試験された原型の試作車両のみが残存している。

## 経歴

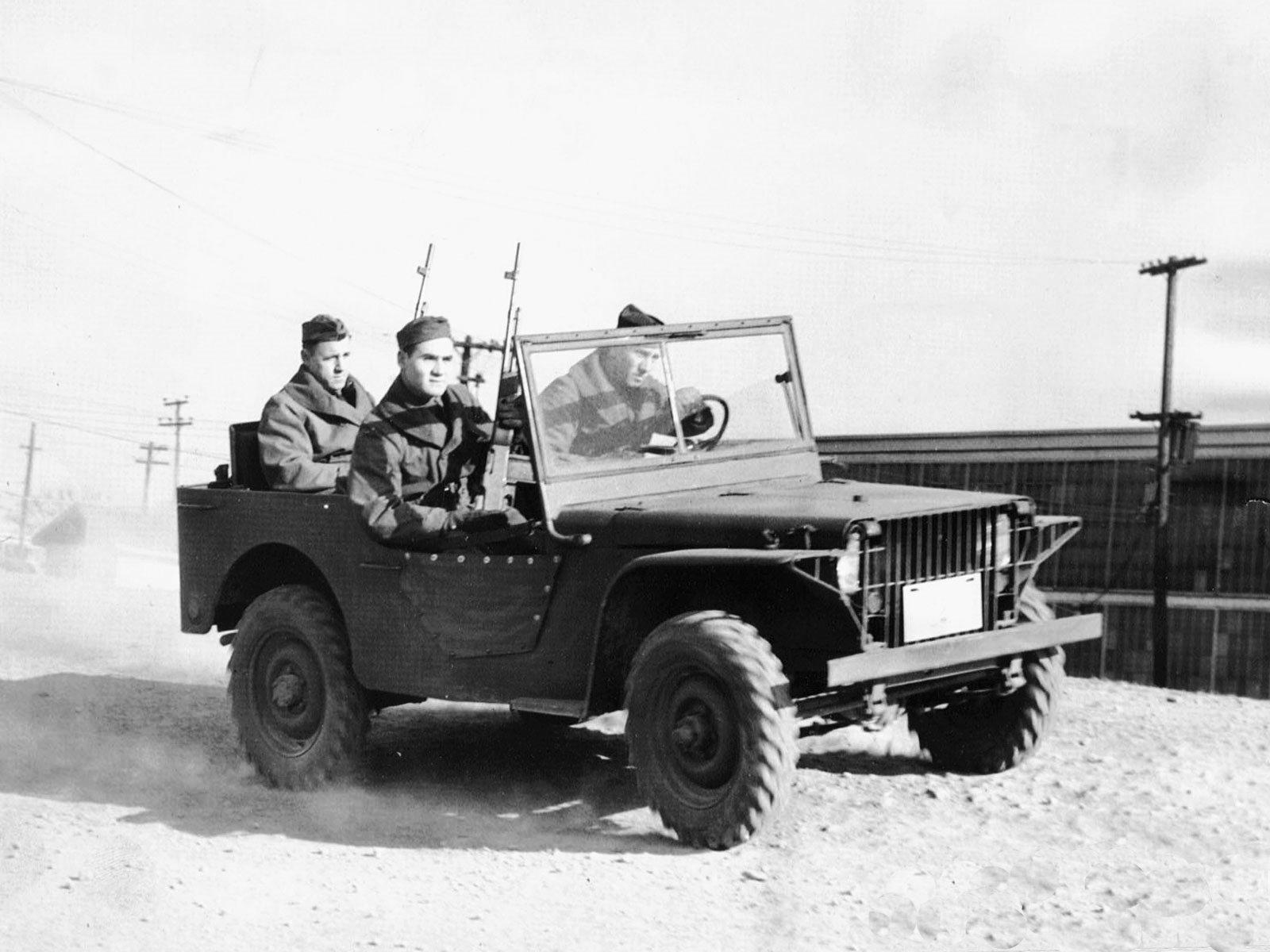
メリーランド州のホラバード駐留地で試験中のフォード ピグミー。

1940年9月23日、最初にアメリカン・バンタム社が陸軍に試作車両を提出した。11月13日にウィリス・オーバーランド社のクアッドがこれに続き、11月23日にはフォードが試験のために2台の試作車両をメリーランド州のホラバード駐留地へ提出した。ピグミーと、バッド・カンパニーが車体を製作した第二の試作車である。バッド製車体の車は、バンタム製の試作車に強く似ており、陸軍から試験を受けることはなかった。またウィリスとフォードの車両はどちらも、バンタムの試作車の設計に強く影響されている。
ピグミーはミシガン州ディアーボーンに置かれたフォードの開発部門の手製である。部品はフォードの商用車と農業用車のラインから流用された。これはフラットグリルを備え、その後ろに防護目的でヘッドランプを配置した初の試作車だった。幌屋根用に中央部に幌骨を設け、燃料タンクは車体の操縦手席下部に装備した。「オープニング/フォールディング」を選べ、チューブフレームでできた二分割の風防がついている。さらに別の発明として、ヘッドランプはヒンジ付きのブラケットに配置された。これでランプをピボット運動させ、夜間にエンジン区画を照らすことができる。こうした設計のすべては、最終的に標準的な第二世界大戦時のジープであるウィリスMBにまとめられた。

試作車両は製造者の所有であり、試験完了後に陸軍は車を返却した。1948年、ピグミーはヘンリー・フォードによってヘンリー・フォード博物館に寄贈された。1982年、私的なコレクターがオークションで獲得し、アラバマ州ハンツヴィルのアメリカ退役軍人記念博物館に展示されている。本車は事実上レストアされていない原型の状態で保管されている。
第二の試作車は1998年、カリフォルニア州の野原に放棄されているのが見つかった。イギリスの私的なコレクターがこの車を得て修復した。もともとのバンタム社製の試作車両やウィリス製のクアッドが現存しているかについては不詳である。最古で唯一の現存車両はバンタムBRC-60で、シリアルナンバーは1007である。スミソニアン研究所に属しており、ペンシルバニア州ピッツバーグにあるハインツ歴史センターに展示されている。本車は、ピグミーのホラバード駐留地の到着よりも6日遅い1940年11月29日に試験のため陸軍に提出されている。

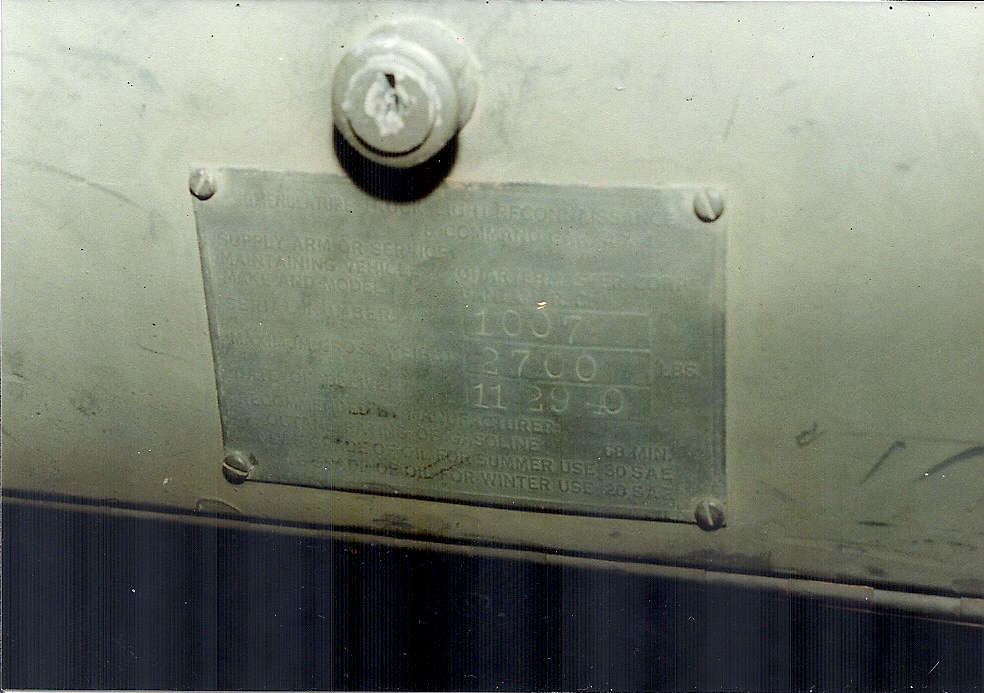
バンタムS/N 1007の銘板

## 画像

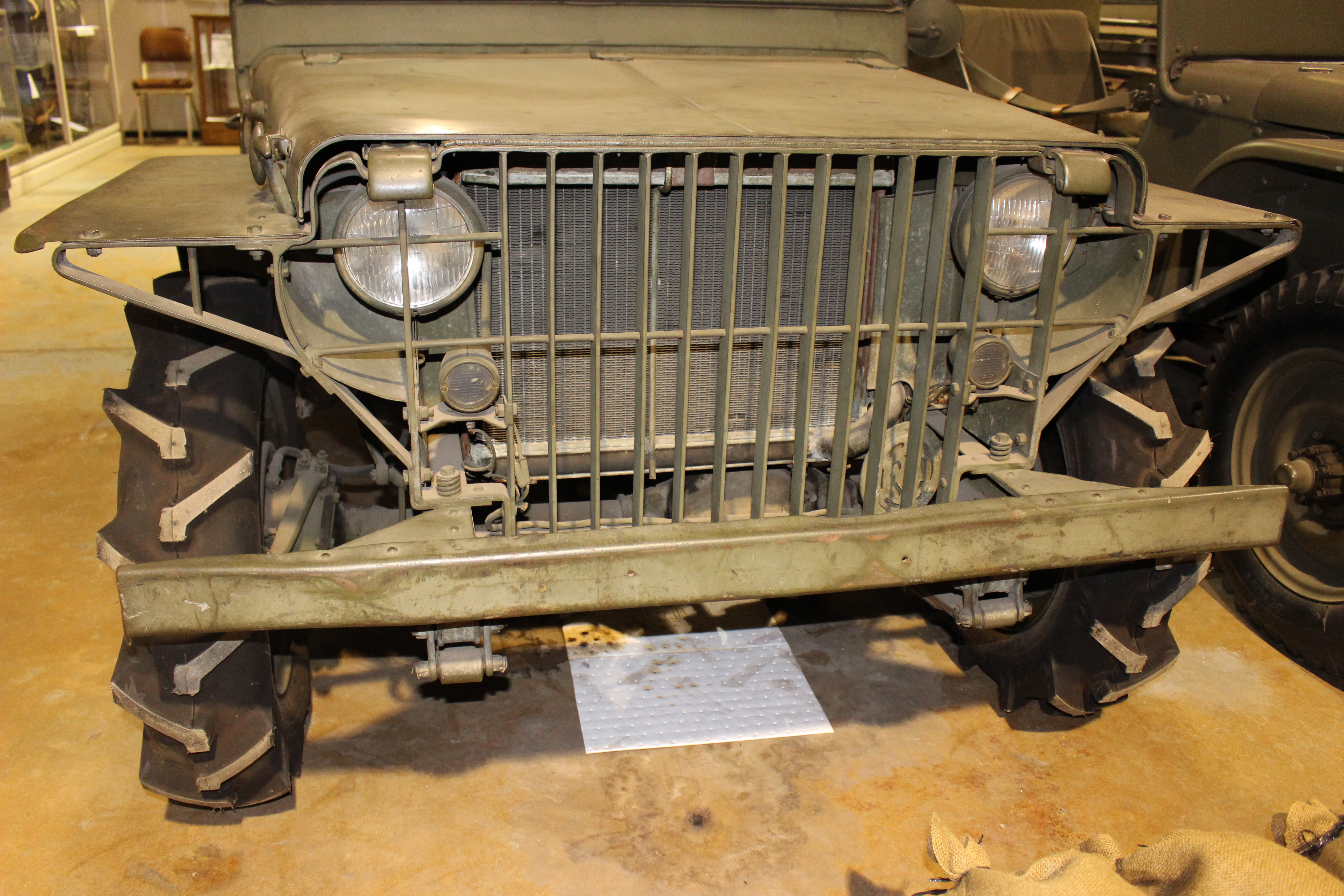
フラットグリルと引き込められたヘッドライト
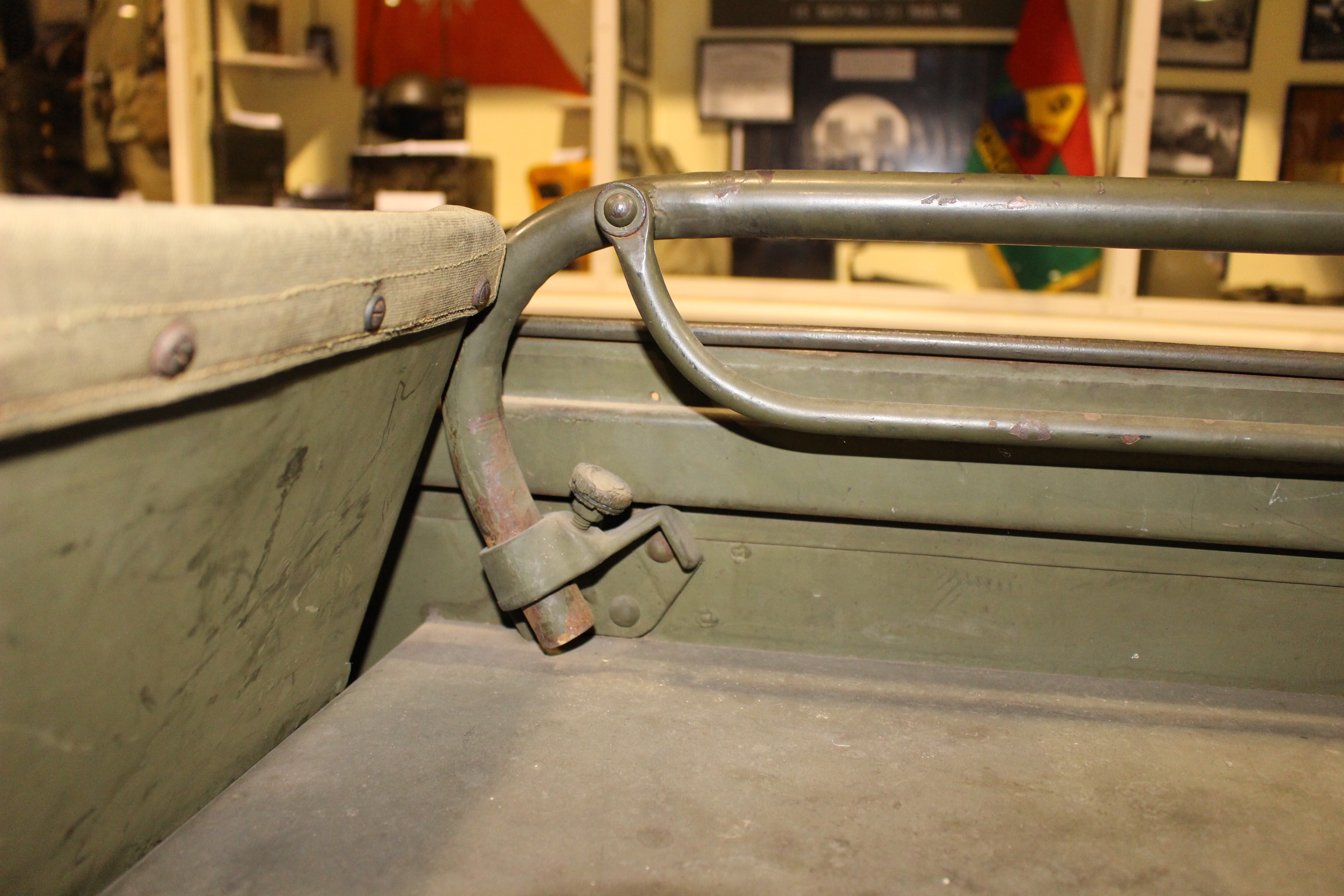
中間部の幌骨
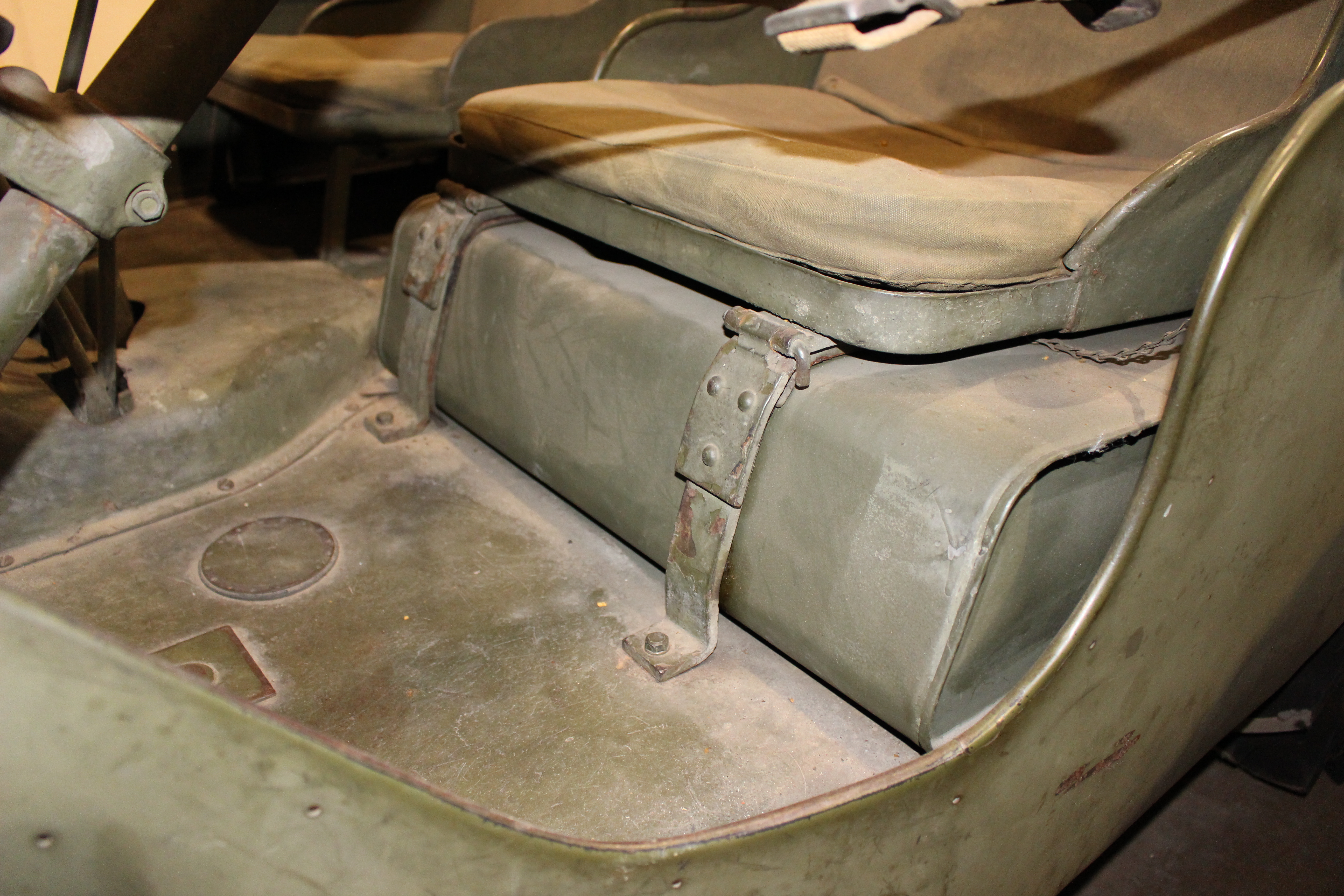
操縦手席下部に位置する燃料タンク、インサイドタブ
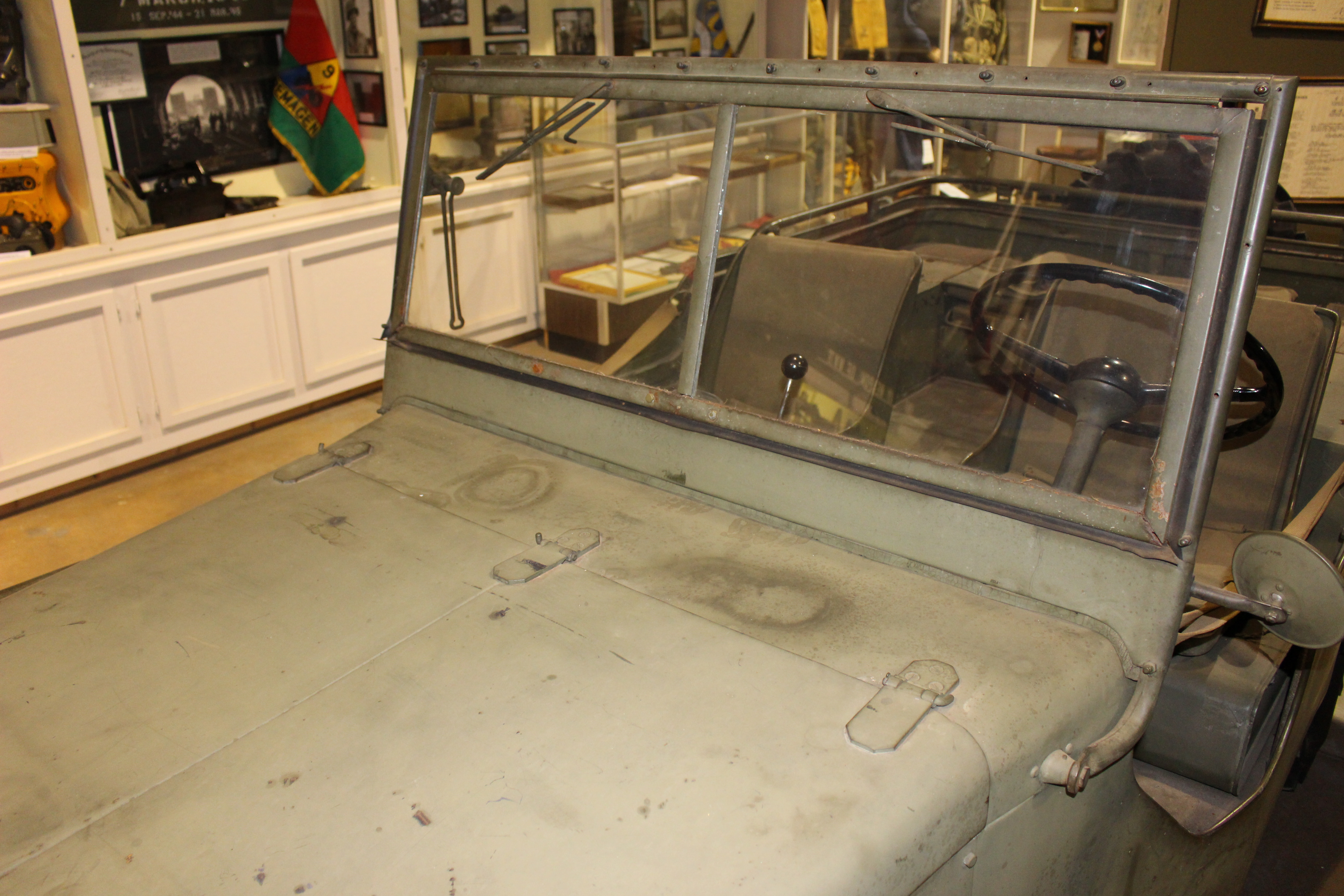
二分割のオープニング/フォールディング風防
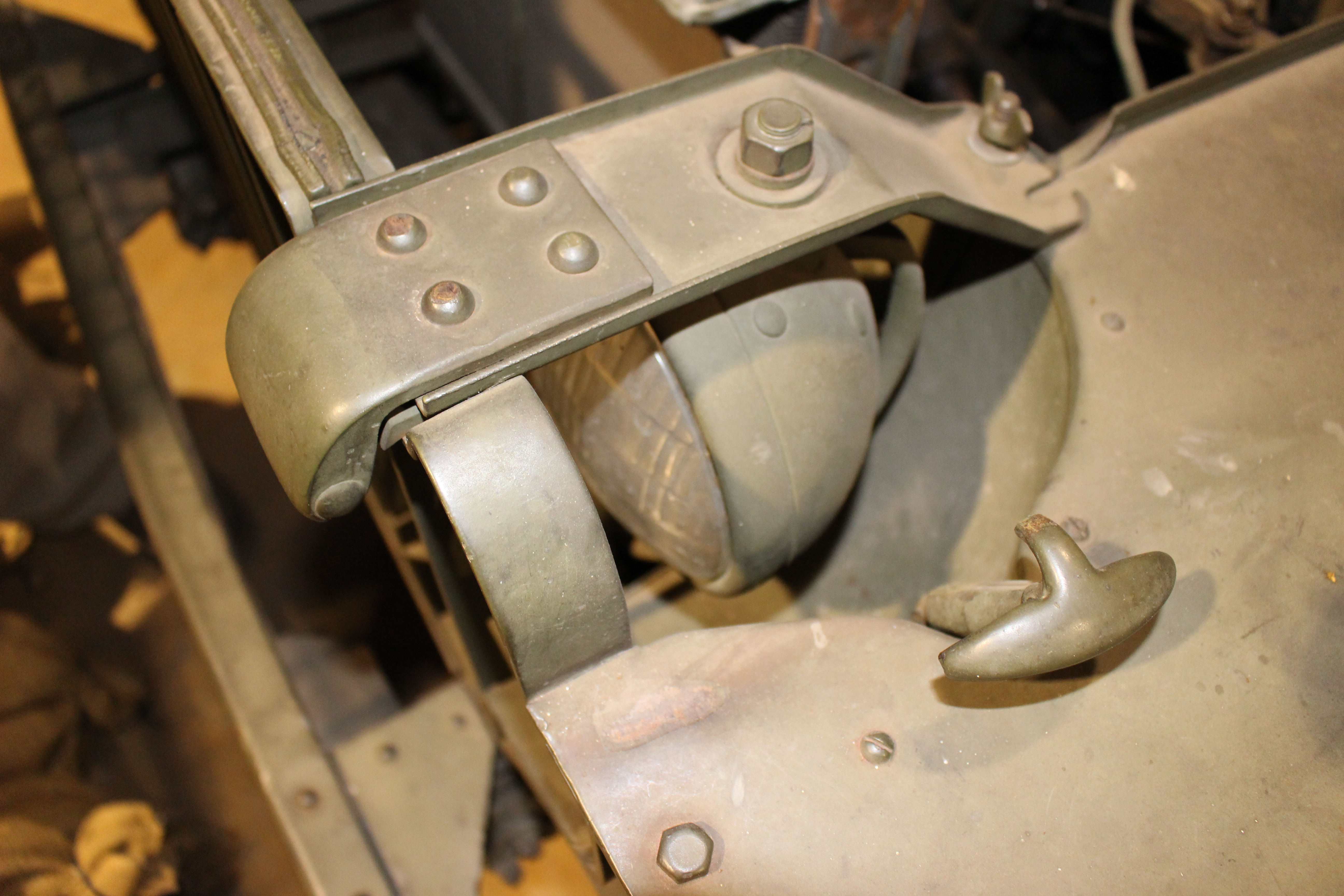
ヒンジで止められたヘッドライトブラケット